# 안애경
안예은(1989년 5월 2일 ~ )은 대한민국의 전 연합뉴스TV 뉴스의 아나운서로 활동하고 있다.

## 학력
- 경희대학교 중어중문학과

## 경력
- 2015년 5월 ~ 2017년 5월 KBS N 아나운서
- 2017년 6월 ~ 2022년 7월 연합뉴스TV 뉴스 아나운서

## 출연

### 드라마
- 2024년 넷플릭스 살인자ㅇ난감 - 아나운서 1 역